# Faust
Pour les articles homonymes, voir Faust (homonymie).

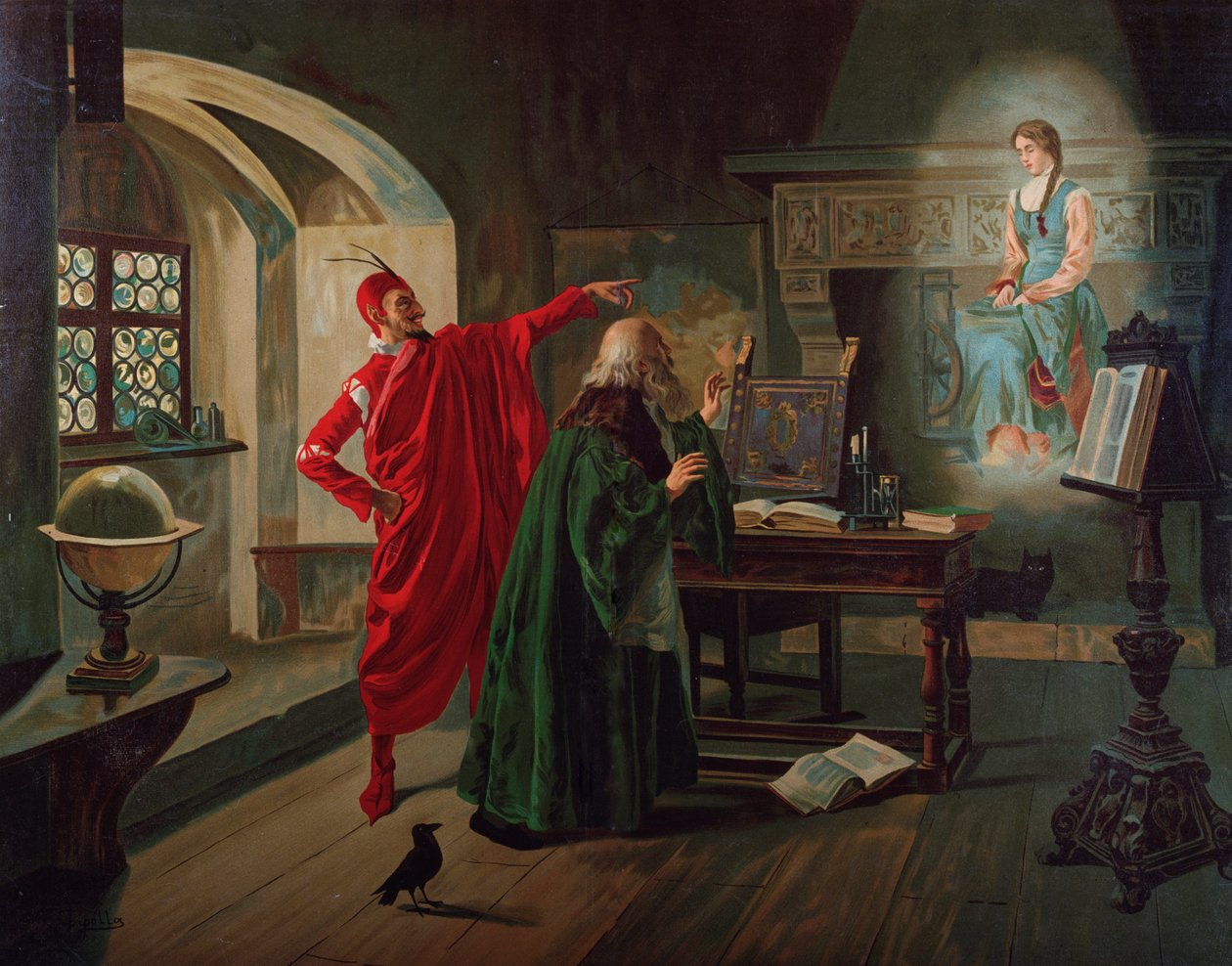
Marguerite, Faust et Méphisto.
Huile sur toile de Fabio Cipolla d'après l'opéra Faust de Charles Gounod, vers 1900.

Faust est à la fois un personnage historique (Georg Faust) ayant vécu en Allemagne dans la première moitié du XVIe siècle —  le protagoniste (rebaptisé Johann Faust) d'un récit fabuleux et édifiant qui parut à Francfort en 1587 et obtint un succès considérable dans le monde germanique et en Europe, non sans susciter la curiosité et les interrogations des lettrés — et la figure d'un mythe moderne illustré en premier lieu par Goethe. 
La plus célèbre des versions de la légende, celle que, sur la base du Faustbuch de 1587, Goethe élabora dans ses deux Faust successifs (1808 et 1832), raconte le destin d'un savant nommé Johann Faust. Celui-ci, déçu par l'aporie à laquelle le condamne sa science, se tourne vers le diable, qui charge alors un de ses Esprits, nommé Méphistophélès chez Goethe, de lui transmettre sa proposition : le démon promet à  Faust, si celui-ci donne son accord par un pacte écrit, une seconde vie, où il pourra posséder toutes les connaissances, mais aussi accéder à tous les plaisirs sensibles ; après quoi il laissera son âme à la disposition du diable. Dans la plupart des versions populaires du récit, l’âme de Faust est damnée après sa mort, qui suit une longue période (24 ans, précisent certains textes) durant laquelle le démon a exaucé la plupart de ses vœux.

## Origines

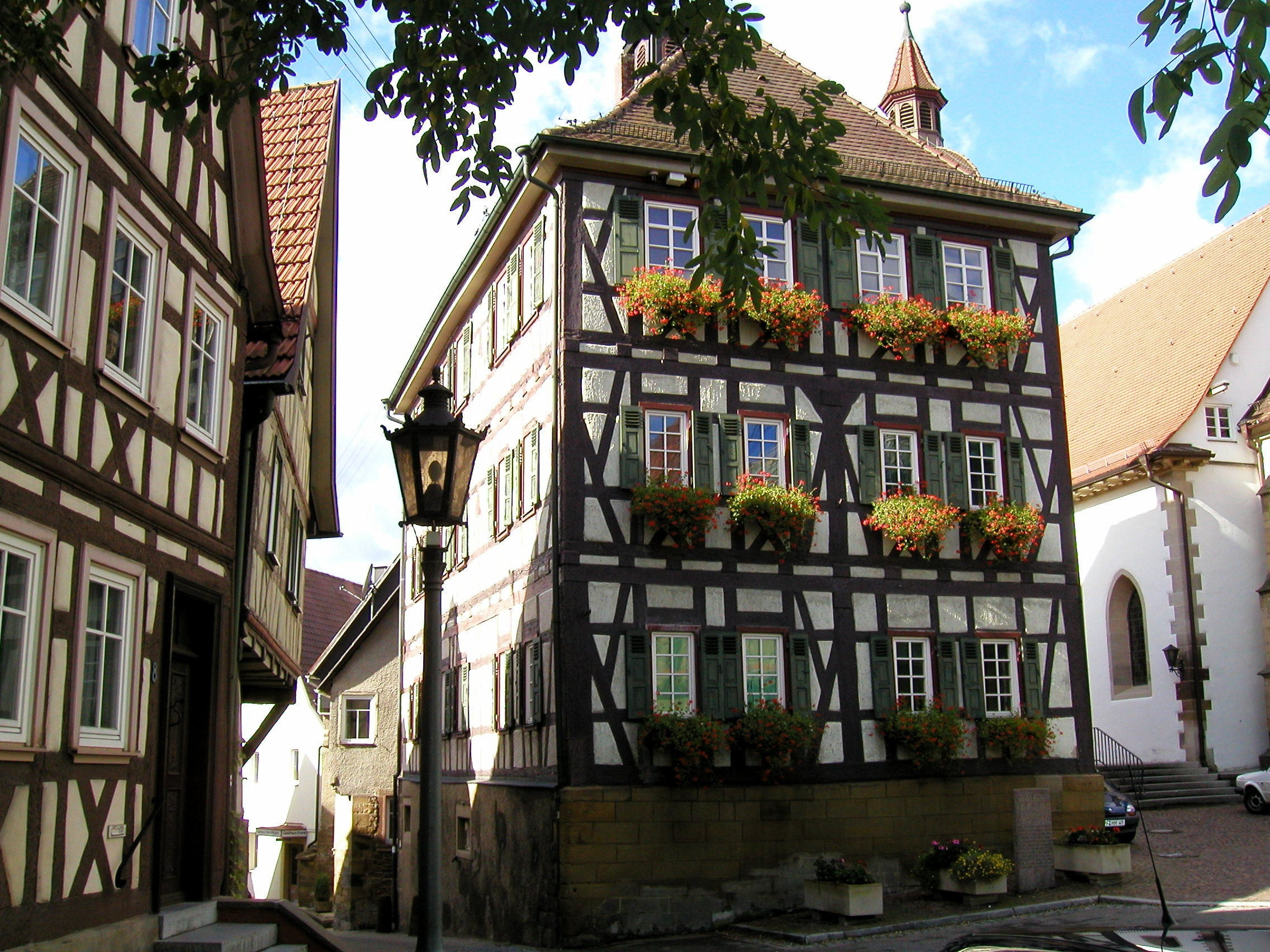
Le Musée Faust à Knittlingen, la ville natale de Georg Faust.

La préhistoire de la légende de Faust se situe dans l'antiquité gréco-latine. On en trouve les premiers linéaments avec  le personnage néotestamentaire (Actes des Apôtres, 8, 9-24) et surtout hagiographique (Actus Petri cum Simone, BHL 6656 ; « roman pseudo-clémentin » 
) de Simon le Magicien, puis, aux 
IVe – Ve siècles, avec la figure déjà fortement légendaire de Cyprien, le magicien repenti qui devient évêque et martyr. Il est clair que le souvenir de Simon le Magicien hantait l'esprit des hommes du
XVIe siècle qui parlèrent du Georg Faust historique. Toutefois, le personnage fictif de Johann Faust, même s'il conserve des traits « simoniens », a pour caractéristique fondamentale un très explicite pacte diabolique couché par écrit qui est absent de la légende de Simon, mais figure dans deux récits hagiographiques byzantins des VIe – VIIe siècles et leurs dérivés latins ou vernaculaires.
Le premier de ces deux contes pieux, le « Récit d'Helladius » [BHG 253], se trouve dans la Vie de saint Basile du pseudo-Amphiloque d'Iconium, peut-être composée au 
VIe siècle. On y voit le serviteur du noble Protérius tomber amoureux de la fille de son maître et, pour la séduire, s'adresser à un démon, lequel lui fait signer un pacte où il renie le Christ ; la manœuvre manque de peu de réussir, mais la jeune fille, dans un sursaut, a recours au saint évêque  Basile. Celui-ci parvient à vaincre le démon et à exorciser le serviteur de Protérius ; il récupère et déchire le contrat. Le serviteur fait pénitence et la jeune fille devient religieuse.
Le second proto-récit grec, la Pénitence de Théophile, est une légende mariale ayant pour héros un nommé Théophile, économe de l'église d'Adana. Clerc consciencieux, Théophile est calomnié par des envieux ; son évêque, crédule, le révoque. Dans son amertume, l'ex-économe s'adresse à un Juif, qui le met alors en rapport avec « son maître » Satan. Le diable promet à Théophile qu'il lui fera obtenir ce qu'il veut, à la condition qu'il écrive et signe un document où il renie le Christ et la Vierge Marie. Théophile accepte le marché et signe le contrat. Mais il est bientôt saisi de remords. Il se lamente et jeûne quarante jours, puis se rend à l'église de la Théotokos, où il prie et implore la Mère de Dieu. Celle-ci agrée sa prière et obtient de son Fils qu'il pardonne au renégat repentant. À son réveil, Théophile découvre, posé sur sa poitrine, le document maudit. Il va trouver l'évêque, lui raconte tout et lui montre le contrat. L'évêque prononce devant ses ouailles un sermon sur l'édifiante aventure, et il brûle, sous les yeux de tous, le texte infernal. Théophile fait pénitence et bientôt rend pieusement son âme au Seigneur, après avoir légué tous ses biens à l'Église. La version longue [BHG 1320-1321] de la Pénitence de Théophile, qui date peut-être du milieu du VIIe siècle et dont le rédacteur se donne le nom d'Eutychianos, se dit originaire d'Adana et se présente mensongèrement comme contemporain des faits, fut traduite en latin, et cette version latine fut à son tour adaptée en français, d'abord par Gautier de Coinci dans ses Miracles de Notre Dame (premier tiers du XIIIe siècle), puis par Rutebeuf dans Le Miracle de Théophile (rédigé vers 1260), avant d'être l'objet d'une nouvelle adaptation latine dans la Légende Dorée de Jacques de Voragine.

## Le vrai Faust, prénommé Georg

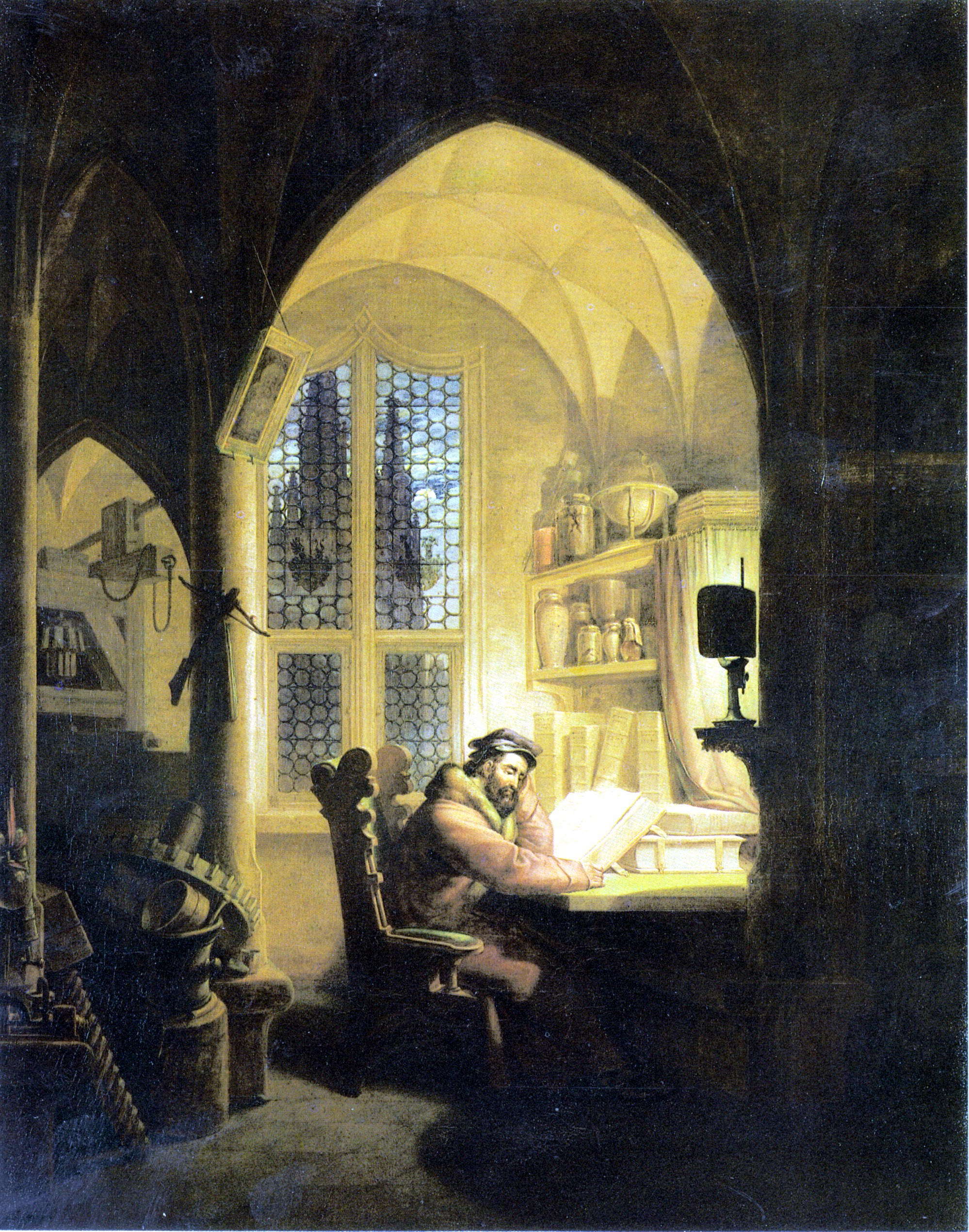
Faust dans son cabinet d'étude par Georg Friedrich Kersting, 1829.

La première phase moderne de l'histoire de Faust, déjà centrée sur un personnage qui porte ce nom, consiste en un ensemble de récits et de témoignages plus ou moins dignes de foi concernant un célèbre diseur de bonne aventure, astrologue et magicien allemand, Georg Faust, né à Knittlingen vers 1480 et mort vers 1540 à Staufen im Breisgau. C'était de son vivant même un personnage extrêmement controversé. Tour à tour savant, précepteur, devin, astrologue, jeteur de sorts et nécromancien, ce charlatan itinérant, auquel on prêtait, apparemment avec raison, des mœurs infâmes, fit sur une partie de ses contemporains une forte impression, mais fut honni par les autres pour ses prestiges diaboliques et son immoralité. Son souvenir se confondit bientôt avec celui du médecin et alchimiste suisse Paracelse : les deux personnages finirent par ne faire plus qu'un dans l'imagination populaire.
Johannes Manlius, citant dans ses Locorum communium collectanea (1563) les propos de son ancien maître Melanchthon, rapporte que Georg Faust étudia la magie à l'université de Cracovie à une époque où cette discipline y était encore enseignée. Cette affirmation concorde avec le portrait que brosse du personnage, dès 1507, le savant abbé Trithemius dans une lettre  : Faust  (qu'il appelle Georgius Sabellicus alias Faustus Junior) pratique la magie noire et rédige sur les miracles de Jésus-Christ des opuscules dans lesquels il affirme qu'il pourrait, s’il le voulait, en faire autant. 
Ayant été dénoncé par Luther et Melanchthon, qui voyaient en lui un sorcier au service du démon
, Georg Faust aurait été incité par ses proches à se tourner vers l'enseignement. C'est ainsi qu'il devint maître d'école à Kreuznach. Mais là, toujours selon Trithemius (le fait aurait donc eu lieu au plus tard en 1507), il fut surpris au moment où il se livrait à « un type de fornication absolument abominable » (nefandissimo fornicationis genere) sur la personne d'un des enfants qui lui étaient confiés, et ne dut son salut qu'à une fuite éperdue.
En septembre 1525, on retrouve Faust à Leipzig, dans l'auberge d'Auerbach, à califourchon sur un tonneau, dans un épisode héroï-comique immortalisé par une peinture sur bois accompagnée de six vers narrant ce haut fait.
Le 19 juin 1528, le conseil municipal d'Ingolstadt ordonne à Georg Faust d'aller dépenser son argent ailleurs (et lui demande, par prudence, de s'engager à ne pas tirer vengeance de cette expulsion). Le 10 mai 1532, le conseil municipal de Nuremberg, à son tour, refuse l'accès de la cité au « Docteur Faust, grand sodomite et nécromant ». Il est probable que Faust se rendit alors, en compagnie du célèbre médecin, alchimiste et philosophe Heinrich Cornelius Agrippa (1486-1535), auprès de l'évêque de Cologne, Hermann von Wied, qui était alors tenté par le luthéranisme. Il y serait resté de 1532 à 1534.
En 1534, l'aventurier allemand Philipp von Hutten, sur le point de partir explorer une région du Venezuela, demanda à Georg Faust de lui prédire l'avenir. Six ans plus tard, von Hutten écrit à son frère Moritz que tout s'est passé exactement comme Faust l’avait prédit.
Nous retrouvons la trace de Georg Faust en juin 1535, où il prédit que la ville de Münster, occupée par les Anabaptistes, sera reprise la nuit-même par son évêque et les princes de l'Empire qui l'assistaient. La nuit venue, effectivement, l'évêque François et ses alliés surgissent, Münster est repris, et les chefs des révoltés sont livrés au supplice.
Georg Faust mourut à une date mal déterminée, vers 1540-1541 ou selon d'autres en 1537 ou 1538. La Zimmerische Chronik (datée de 1564-1566) situe sa mort à Staufen im Breisgau. Pour le pasteur bâlois Johannes Gast († 1572), Johann Manlius et la Zimmerische Chronik, il mourut comme un misérable qu'il était, tué par le diable. Manlius dit qu'il fut trouvé mort un matin, sur le plancher de la chambre d'auberge où il logeait, dans le duché de Wurtemberg : il gisait près de son lit, la tête tournée à l'envers (détail en partie confirmé par Gast). On a récemment émis l'hypothèse que Georg Faust périt en réalité dans une explosion survenue au cours d'une de ses expériences, dans la chambre qu'il louait.

## Le premier développement légendaire: laChronique d'Erfurt
Rédigée par Wolf Wambach entre 1550 et 1580 (et publiée par Zacharias Hogel, 1611-1676), la Chronique d'Erfurt traite du personnage de Georg Faust en le dotant déjà de traits fantastiques. Elle est le premier écrit à lui prêter un pacte avec le diable : cet élément ne sera plus jamais dissocié de la légende de Faust (Georg ou Johann) et en deviendra même le trait fondamental. La Chronique d'Erfurt ne se borne pas à introduire le thème du pacte avec le démon. Elle transforme Faust en savant humaniste utilisant ses pouvoirs magiques pour ressusciter l'héritage antique. L'astrologue réussit, par la puissance de son verbe, à obtenir la chaire de grec à l'université d'Erfurt. Là, pour mieux expliquer Homère, il fait apparaître (peut-être à l'aide d'une lanterne magique), devant ses étudiants stupéfaits, les héros de Troie, notamment la belle Hélène, et des monstres de la mythologie, comme le cyclope Polyphème, lequel, avant de disparaître, tente de dévorer une paire d'étudiants épouvantés.
C'est à Erfurt que Georg Faust aurait déclaré au religieux franciscain Konrad Klinge : « Je suis allé plus loin que vous ne le pensez et j’ai fait, avec mon propre sang, une promesse au démon : celle d'être à lui dans l'éternité, corps et âme ».

## LesHistoires de Fausttranscrites à Nuremberg par Rosshirt (1570-1575)
Entre 1570 environ et 1575, le maître d'école Christoph Rosshirt rédigea sous forme manuscrite, en ornant son texte de 59 illustrations de sa main, une série de Faust-Geschichten (« Histoires de Faust ») que, nous dit-il, il avait entendu raconter à Nuremberg où il enseignait. Il s'agit de quatre récits (ou six, puisque les deux premiers ont une version courte et une version longue) narrant la vie et la mort du charlatan Georg Faust, et les prestiges qu'il accomplit grâce à l'aide du diable, avec lequel il avait conclu un pacte. Le diable n'est nommé ici que trois fois, et il n'est fait mention d'aucun démon intermédiaire portant un nom particulier. L'ouvrage est exempt de tout propos théologique.

## Le Johann Faust duFaustmanuscrit de Wolfenbüttel (entre 1572 et 1585)
Un écrivain anonyme de la région de Nuremberg copia, entre 1572 et 1585, dans un manuscrit conservé à Wolfenbüttel, une volumineuse collection d'histoires faustiennes qui seront largement reproduites dans le Faustbuch imprimé à Francfort en 1587. L'écrit est intitulé Historia und Geschicht Doctor Johannis Fausti des Zauberers. Il s'agit du plus ancien traitement nouvellistique de Faust, dont le prénom historique Georg est maintenant changé en Johann (modification définitive). Tous les ingrédients du Faustbuch de 1587 s'y trouvent : sorcellerie, pacte avec le diable, démon nommé Méphostophilès, mort terrible etc. Le Johann Faust du manuscrit de Wolfenbüttel (et donc celui de son dérivé le Faustbuch de 1587) n'a presque plus rien à voir avec son modèle historique Georg Faust. La légende, en quarante-cinq ans, a fait son travail.

## Le Faust (Johann) duFaustbuchde 1587

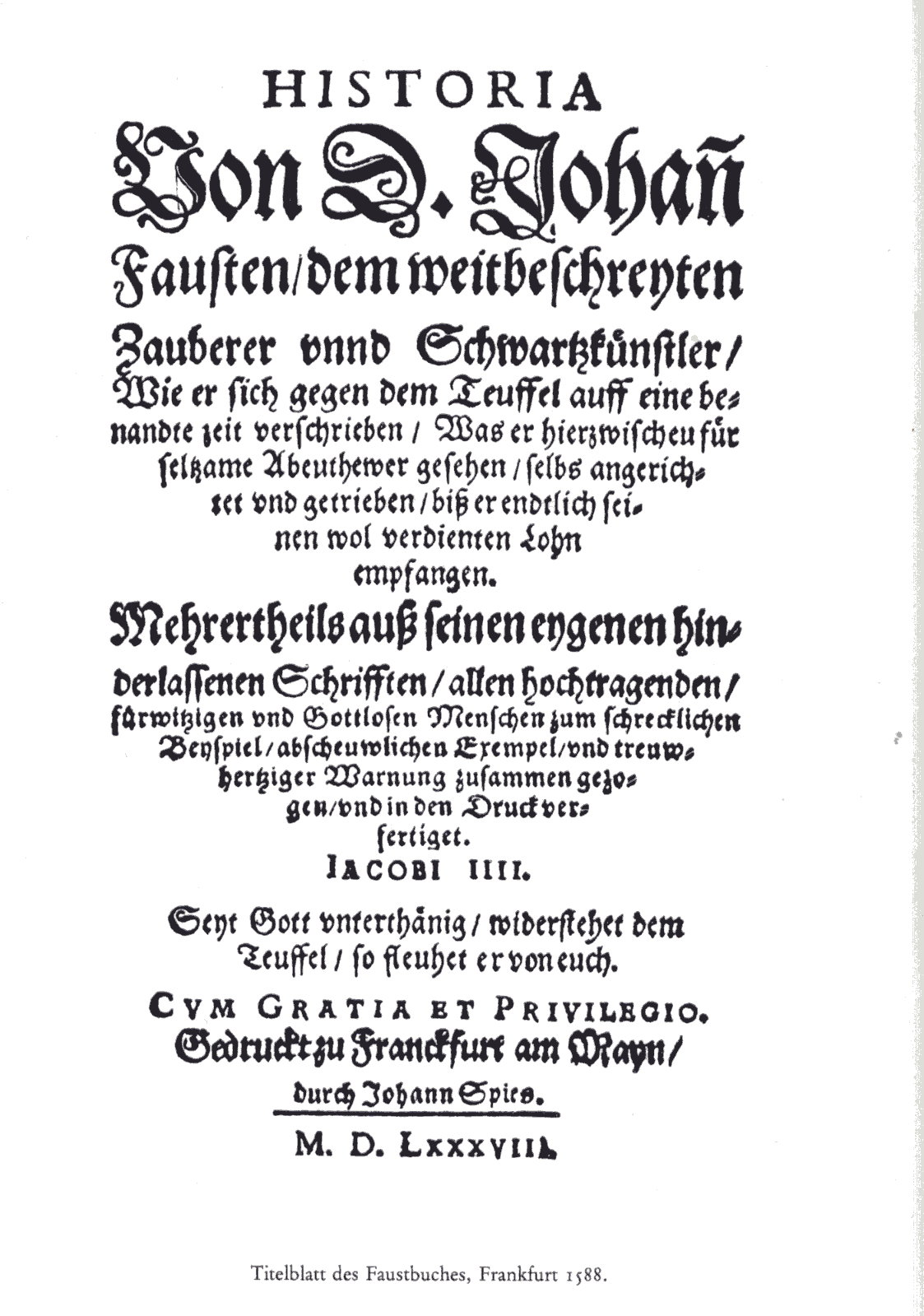
Page de garde de l' Historia von D. Johann Fausten, Francfort, 1587.

En 1587 paraît à Francfort-sur-le-Main, à l'occasion de la foire d'automne, un écrit anonyme intitulé Historia von D. Johann Fausten. L'ouvrage sort des presses de Johann Spies ; il comporte trois parties et compte 227 pages de petit format. La dédicace expose la nécessité de reprendre cette légende, qu'on raconte partout, et d'en faire « un récit en règle », « afin de mettre en garde toute la chrétienté ». Le récit suit de très près le canevas et le style du manuscrit de Wolfenbüttel. La Préface au lecteur chrétien invite à se défier du diable et de la magie.
André Dabezies résume ainsi le Faustbuch de 1587 (Le mythe de Faust, 1990, p. 19-21) :
Première partie : la formation et le (premier) pacte.
Fils de pieux paysans, Faust fait de brillantes études à Wittenberg, mais abandonne la théologie pour mener une vie déréglée et s'adonner à la magie, à l'astrologie et la médecine (chap. 1). Il invoque le diable dans la forêt, puis dans sa chambre, lui soumet ses requêtes, accepte les exigences du démon (2-4), rédige le pacte et le remet à Méphostophilès (6-8). Celui-ci défère à tous ses désirs (9), mais lui refuse le mariage et le pousse à la luxure (10). [Questions sur le diable et l'enfer] Faust interroge le démon sur les anges, l'enfer, les anges déchus, la puissance du diable, la forme de l'enfer (11-16). Faust se sent ébranlé et perplexe, car l'autre répond en citant la Bible et les manuels de théologie, ajoutant que, s'il pouvait, il ferait tout pour regagner la grâce de Dieu. Mais il s'impatiente et persuade Faust que c'est trop tard pour lui (17).
Deuxième partie : carrière et voyages.
Devenu un astrologue réputé, Faust interroge son démon sur les saisons, le ciel, la création (que le diable nie) (18-22) ; il se fait présenter les démons, descend lui-même en enfer (23-24), puis monte jusqu'aux étoiles (25), enfin voyage dans toute l'Europe, y compris à Rome et à Constantinople, où il se joue du pape et du sultan, jusqu'au Paradis perdu (26-27) ; il discourt des comètes, des étoiles, des « esprits élémentaires », du tonnerre (28-32).
Troisième partie : prestiges divers et lamentable mort.
Faust fait apparaître Alexandre devant Charles Quint (33), se livre à des facéties, emmène trois nobles amis dans les airs sur son manteau (34-37), soutire de l'argent aux uns et use de sa magie pour flatter les autres (38-44), procure à ses amis festins, beuveries et carnaval (44-48), fait apparaître Hélène aux étudiants (49), sermonne un paysan (50) et fait périr un magicien (51). Un bon vieillard, voisin de Faust, le convainc de se repentir (52), mais soudain Méphostophilès apparaît, l'en dissuade par la peur, et le magicien doit rédiger un second pacte (53). D'autres tours et farces sont racontés (54-58). La 23e année du pacte, Faust demande au diable de lui ramener Hélène, qui devient sa concubine et lui donne un fils, Justus Faustus (59). La 24e et dernière année du pacte, Faust laisse ses biens, ses pouvoirs et un « esprit » à son jeune serviteur Wagner (60-61), puis, plein d'angoisse à la pensée de sa fin prochaine, se lamente douloureusement (62-66), sous les railleries du démon (65). Il invite collègues et étudiants à un repas (67) et leur fait connaître son pacte, sa mort prochaine et ses remords. Après une nuit pleine d'affreux bruits et sifflements et d'appels au secours de Faust, on retrouve au matin son corps déchiqueté par le diable. Moralité : il faut se défier du Malin et adorer Dieu (68).
Quelques-uns ont pensé que le Johann Faust du Faustbuch devait être identifié à Johann Fust de Mayence (vers 1400-1466), un des inventeurs de l'imprimerie, dont la vie aurait été défigurée par les contes populaires. Cette thèse ne semble plus avoir d'adeptes aujourd'hui.

## Les premiers avatars de Johann Faust
Le Faustbuch de 1587 fut traduit en anglais au plus tard en 1589, date à laquelle Christopher Marlowe rédigea, sur la base de cette traduction, sa Tragique Histoire du docteur Faust, qui ne fut publiée qu'en 1604, à Londres. Marlowe situa l'action de sa pièce à Wittemberg. Son texte fut, deux siècles plus tard, étudié par Goethe.
Mais dans l'intervalle, le Faustbuch de 1587 avait déjà été adapté plusieurs fois. Une traduction française due à Pierre Victor Palma Cayet et intitulée Histoire prodigieuse et lamentable de J. Faust, grand magicien et enchanteur, parut en 1598 et connut 14 éditions jusqu'en 1674
. En 1599 fut imprimé à Hambourg un volumineux ouvrage (671 pages) de Georg Rudolf Widmann au titre éloquent, dont on peut traduire ainsi la forme qu'il prit dans l'édition de Nuremberg de 1674 : L'exécrable vie et l'effroyable fin du tristement célèbre maître de magie noire Johann Faust . Ce livre narre à peu près les mêmes aventures que le Faustbuch de 1587, mais dans un esprit clairement luthérien. Faust y ressemble, commente  Adolphe Bossert, « à une personnification de la Contre-Réforme ».  
Johann Georg Neumann (1661-1709) publia à l'âge de vingt-deux ans une curieuse dissertation sur Faust, intitulée Disquisitio historica de Fausto praestigiatore [« Recherche historique sur le charlatan Faust »] (Wittenberg, Matthias Henckel, 1683). Cette monographie eut un grand succès et fut réimprimée en 1693, 1711, 1742 et 1746.

## Le premierFaustde Goethe (1808)

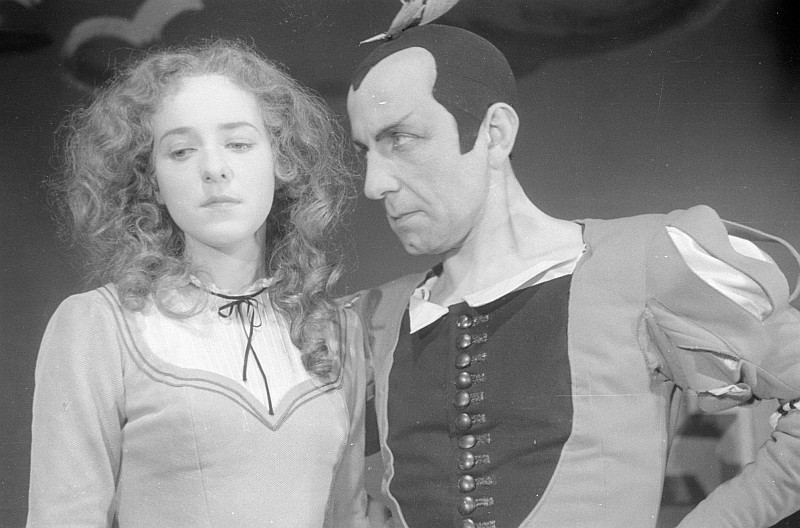
Représentation du Faust de Goethe en 1945.

Faust est un alchimiste qui, depuis son plus jeune âge, aspire à posséder la connaissance universelle et à percer les secrets de l'univers. Il met tout en œuvre pour atteindre son but mais n'y parvient pas. Le voici au bord du suicide, convaincu d'avoir perdu son temps et sa vie. En dernier recours, il sollicite l'aide de Méphistophélès, lequel lui propose alors un marché : il réalisera tous ses désirs en échange de son âme dès que Faust se dira satisfait et heureux, dans un délai de 24 ans. L'alchimiste accepte.
Faust est toujours insatisfait. Méphistophélès lui fait alors rencontrer une jeune fille nommée Marguerite (Margarete ou Gretchen, son diminutif allemand). Faust tombe sincèrement amoureux de Marguerite, elle-même follement éprise de lui (Marguerite au rouet / Le roi de Thulé). Un après-midi, Faust demande à Marguerite de lui ouvrir la porte de sa chambre le soir. Pour cela, elle devra verser un somnifère dans le potage de sa mère pour qu'elle n'entende rien. Mais la mère de Marguerite meurt à cause du somnifère. Le frère de Marguerite rencontre Faust au moment où il saute par la fenêtre de la chambre de sa sœur. Pour venger  l'honneur de la famille, il affronte en duel Faust, qui le tue avec l'aide de Méphistophélès. 
Faust doit donc fuir la ville et laisse Marguerite seule au monde, enceinte et cible des ragots de la ville. Elle aura un enfant qu'elle ira noyer. Elle est emprisonnée et condamnée à mort pour infanticide. Faust l'apprend, s'indigne et voudrait la sauver, mais elle ne veut plus le suivre. Méphistophélès emmène Faust hors de la prison de Marguerite en disant « Elle est jugée » (« sie ist gerichtet ») mais une voix du ciel dit « Elle est sauvée » (« sie ist gerettet »). Ainsi s'achève la première partie du Faust de Goethe.

### Gretchenfrage
Contrairement à Faust, Marguerite (Gretchen) est croyante, et elle n'acceptera de se marier qu'à la condition que Faust ait la foi. Elle lui pose la question, restée célèbre en Allemagne : « Nun sag, wie hast du's mit der Religion ? », qui signifie, littéralement, « Au fait, dis-moi, quelles sont tes opinions religieuses ? ». Faust évite de répondre, car cela le gêne. En allemand une Gretchenfrage est ainsi devenue une question ingénue.

## Le secondFaustde Goethe (1832, posthume)
Dans le second Faust, celui-ci rencontre le souverain, puis épouse Hélène de Troie. Ensemble, ils ont Euphorion et Faust fait fructifier un lopin de terre « arraché à la mer ».
À la fin, Méphistophélès veut, conformément au pacte, prendre l'âme de Faust. Mais celui-ci n'est pas damné : il échappe à l'enfer grâce aux prières de Marguerite. Le dernier vers de cette seconde partie de Faust conclut « l'éternel féminin nous élève » (« das Ewig-Weibliche zieht uns hinan »).

## LeFaustde Lenau (1836)
Le poème dramatique Faust, que l'Autrichien Nikolaus Niembsch von Strehlenau, dit Nikolaus Lenau (1802-1850), publia en 1836 en réaction aux second Faust de Goethe et à la rédemption finale de son héros, met en scène un homme à la recherche de l'absolu mais qui n'aboutit qu'au désespoir. Sa quête insatisfaite le conduit à un état d'inquiétude douloureuse qui fait de lui la proie facile de Méphistophélès, lui aussi un orgueilleux révolté. Méphisto sépare Faust du « Christ », c'est-à-dire des croyances théistes, puis de la « nature », c'est-à-dire du panthéisme (L. Roustan, Lenau et son temps, 1898, p. 155). Le compositeur Philippe Fénelon, pour sa part, commente ainsi l'ouvrage de Lenau : « Les scènes de la vie du héros expriment le tragique de la destinée. Composition baroque et morcelée, cette œuvre de contrastes tente d'exprimer les contradictions des êtres. Elle articule les thèmes faustiens : la nature ne livre pas ses secrets, la science est vaine, la religion ne répond à rien, la sensualité est éphémère, la vie familiale est insipide, l’art n’apporte qu’un semblant de satisfaction… Refusant tout compromis, sceptique et désabusé, Faust rompt avec l’ordre établi pour échapper au doute et se laisse convaincre par un Méphistophélès brutal, ironique et condescendant, qu’il atteindra son but en lui livrant son âme. Son errance et ses visions ne sont pourtant que la fuite en avant d’un rêve cynique qui le mène d’échec en échec. C’est Georges – L’Homme –, conscience de Faust, qui lui apporte la clé en lui faisant découvrir que la liberté désirée est en chacun de nous et qu’il est vain de la chercher ailleurs. Cette révélation de l’homme libre entraîne le rebelle vers sa destruction. Ses aventures douloureuses n’ont été que l’histoire d’un sursis ».

## Dans les arts et la culture populaire

### En musique

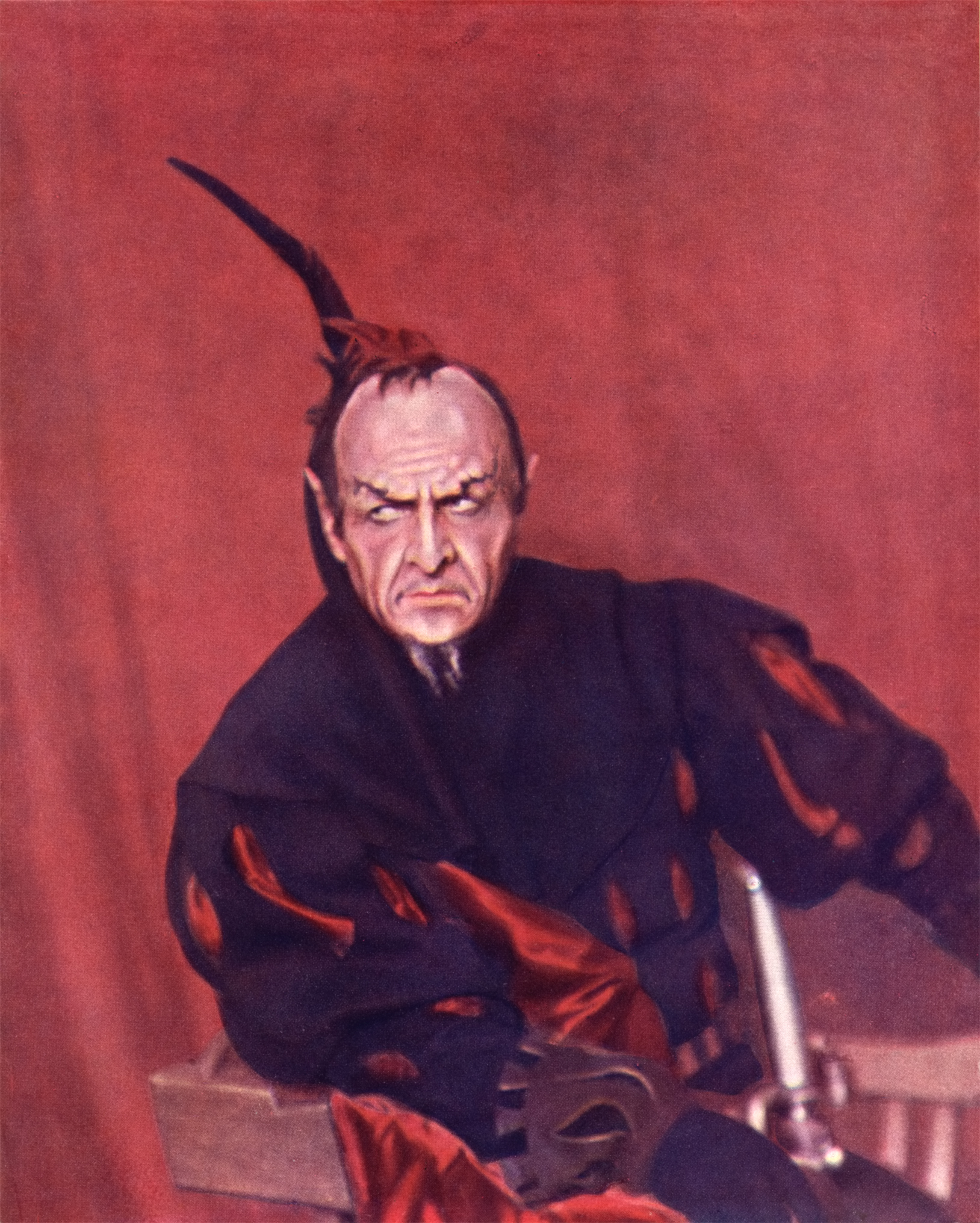
Fédor Chaliapine en costume de Méphistophélès, 1915.

#### Opéras et musique symphonique
La légende de Faust a inspiré plusieurs opéras et d'autres ouvrages musicaux majeurs :
- La Damnation de Faust, légende dramatique en quatre parties d'Hector Berlioz (1846),
- Les Scènes de Faust de Robert Schumann (1844-1853),
- L'Ouverture de Faust de Richard Wagner (1855),
- La Faust-Symphonie de Franz Liszt (1857),
- Faust, de Charles Gounod, livret de Jules Barbier et Michel Carré (créé en 1859). Opéra adapté de la pièce Faust et Marguerite de Carré, pièce elle-même inspirée par la pièce de Goethe. En 2019, le Palazzetto Bru Zane publie l'enregistrement discographique[38] de la première version de cet opéra, avec dialogues parlés et nombreux morceaux inédits ou modifiés. L'institution publie également sur son site de ressources en ligne (Bru Zane Mediabase) de nombreux documents[39] concernant l'oeuvre (livret, iconographie, notice, etc.).
- Mefistofele, le seul opéra achevé du compositeur italien Arrigo Boito (créé en 1868),
- La huitième symphonie de Gustav Mahler qui met en musique la dernière scène du Faust de Goethe (1906-1907),
- Faust et Hélène de Lili Boulanger (Prix de Rome, 1913)
- L'Histoire du soldat, musique de scène d'Igor Stravinsky (1917), pour 3 récitants et ensemble instrumental.
- Doktor Faust, commencé par le compositeur italien Ferruccio Busoni et achevé par son élève allemand Philipp Jarnach (créé en 1925)
- Votre Faust (en), opéra interactif de Henri Pousseur sur un livret de Michel Butor (créé en 1969)
- Faust, musique du film Phantom of the Paradise de Brian de Palma (1974)
- Faust, musique de scène pour la pièce de Goethe (orchestre et orgue) de Petr Eben 1976
- Historia von D. Johann Fausten, opéra d'Alfred Schnitke (créé en 1995).
- Faust,[40] symphonie électronique, adaptation de la tragédie de Goethe par le producteur français Valfeu 2018

#### Rock and Roll
- Le groupe de heavy metal Kamelot s'est inspiré de cette histoire pour ses albums Epica et The Black Halo.
- Le groupe de Metal Emigrate a composé une chanson intitulée Faust pour son deuxième album Silent So Long.
- Le groupe de rock allemand Faust.
- Faust est le titre d’une chanson d’Alain Souchon dans l’album C'est comme vous voulez (1985).
- La chanson The Small Print (album Absolution en 2003) de Muse, à l'origine intitulée Action Faust. Elle traite du pacte entre Faust et le diable du point de vue de ce dernier.

### En littérature

#### Roman
Par ordre chronologique :

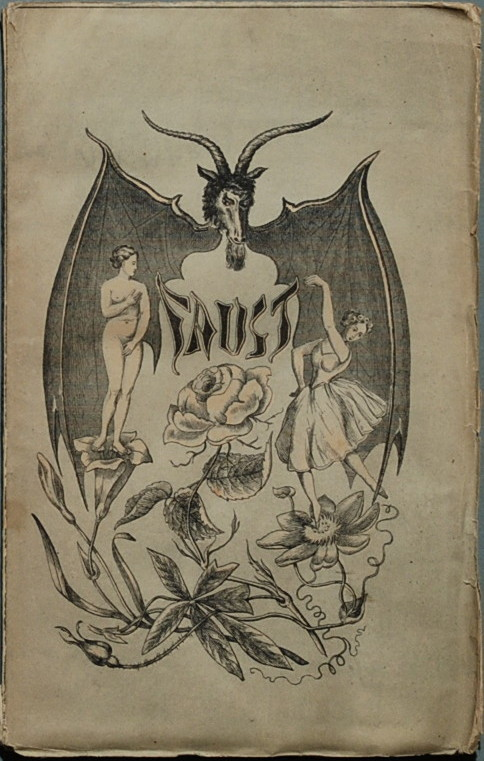
Page de garde du Faust de Heinrich Heine.

- Historia von Johann Fausten (anonyme, 1587)
- La Tragique Histoire du docteur Faust de Christopher Marlowe (1593)
- Faust de Johann Nicolaus Pfitzer (1674)
- Faust und sieben Geister de Gotthold Ephraim Lessing (inachevé, 1759)
- Faust, ein Fragment de Goethe (1790)
- Deux versions par Friedrich Maximilian Klinger (1791 puis 1797)
- Faust, eine Tragödie in einem Akt, ein Versuch par Adalbert von Chamisso (1804)
- Faust. Une tragédie de Goethe (1808)
- La Peau de chagrin d'Honoré de Balzac (1831)
- Novaja Scena meždu Faustem i Mefistofelem d'Alexandre Pouchkine (1825)
- Don Juan und Faust, eine Tragödie de Christian Dietrich Grabbe (1829)
- Faust II, de Goethe (posthume, 1834)
- Faust, ein Gedicht de Nikolaus Lenau (1836)
- Der Doktor Faustus, ein Tanzpoem de Heinrich Heine (1851)
- Le Trou de l'Enfer (1851) et Dieu dispose (1852) d'Alexandre Dumas
- Faust, Rasskaz v devjati pismach d'Ivan Tourgueniev (1856)
- Faust, pièce de théâtre d'Adolphe d'Ennery (1858)
- Faust d'Estanislao del Campo (1866)
- Le Bonheur de Sully Prudhomme (1888)
- Le Portrait de Dorian Gray d'Oscar Wilde peut être lu comme une transposition du mythe faustien dans le domaine de l'art (1891)
- Gestes et opinions du docteur Faustroll, pataphysicien d'Alfred Jarry (1911) d
- Faustina Bon d'Ida Finzi (1914)
- La Mort du docteur Faust de Michel de Ghelderode (1925)
- Jazz de Marcel Pagnol (1926)
- Marguerite de la nuit de Pierre Mac Orlan
- Mon Faust de Paul Valéry (1945-1946)
- Faust au village de Jean Giono (1977)
- Faust de Fernando Pessoa
- Doktor Faustus de Thomas Mann (1947-1950)
- L'homme de soixante ans de Frédéric Van Ermengem alias Franz Hellens (1951)
- Le Maître et Marguerite de Mikhaïl Boulgakov
- Votre Faust de Michel Butor (1962)
- Jack Faust de Michael Swanwick, roman de science-fiction
- Eric, Faust de Terry Pratchett
- Un Faust de Jean Louvet (1984)
- Néo Faust d'Osamu Tezuka (1988)
- À Faust, Faust et demi de Roger Zelazny (1994)
- Faust is Dead (Faust est mort) de Mark Ravenhill (1996)
- Lorsque j'étais une œuvre d'art d'Éric-Emmanuel Schmitt (2002).
- Fausto Rave de Roberto Ramos-Perea (2003)
- Dans Le Collectionneur, premier tome du cycle Strom d'Emmanuelle et Benoît de Saint Chamas (2010).
- Faust et l'homme ordinaire, pièce de théâtre de la Compagnie Jolie Môme (2012)
- Faust d'Edgar Brau (2012)
- Frau Faust de Kore Yamazaki (2014)
- BD Le Sculpteur (The Sculptor) de Scott McCloud (2015)
- La Vie invisible d'Addie LaRue (The Invisible life of Addie LaRue) de V. E. Schwab (2020), est inspiré par le mythe faustien.
- Faust, seigneur de l'enquête, est une compétence du dragon Veldra, dans le roman Moi, quand je me réincarne en Slime.

#### Comic
- Docteur Faustus est le nom d'un super vilain de l'univers Marvel. On le retrouve dans la série TV Agent Carter, où il est interprété par Ralph Brown. C'est un psychologue/psychiatre et mentaliste qui se vante d'être le "Maître de l'esprit des Hommes"

#### Manga
- Dans le manga Black Butler de Yana Toboso, un jeune noble dont la famille a été assassinée conclut un pacte avec un diable. Ce diable sera son serviteur jusqu'à ce que son maître soit vengé, et ce en échange de son âme. L'un de ces diables se nomme Claude Faustus.
- Dans le manga Shaman King d'Hiroyuki Takei, Johann Faust est un personnage fictif directement inspiré de la légende de Faust. Ce dernier a lui aussi conclu un pacte avec le diable[réf. nécessaire], et le démon Méphistophélès réclame l'âme de Faust sept ans après la conclusion du pacte.
- Dans le manga Blue Exorcist de Kazue Kato, Méphisto Pheles est le proviseur de l'académie de la Croix-Vraie (où il est connu sous le nom de Johann Faust V) et est aussi un exorciste.

### Filmographie

#### Au cinéma
- 1898 : La Damnation de Faust de Georges Méliès.
- 1903 : Faust aux enfers de Georges Méliès.
- 1904 : Damnation du docteur Faust de Georges Méliès.
- 1910 : Le tout petit Faust d'Émile Cohl (film de marionnettes).
- 1915 : Dr. X de Robert Dinesen.
- 1926 : Faust, une légende allemande de Friedrich Wilhelm Murnau.
- 1950 : La Beauté du diable de René Clair.
- 1974 : Phantom of the Paradise de Brian De Palma.
- 1994 : La Leçon Faust de Jan Svankmajer.
- 2011 : Faust[41] de Alexandre Sokourov.

### Iconographie
- Eugène Delacroix : Faust et Méphistophélès (1827-1828), Wallace Collection, Londres[42]

Faust dans la peinture
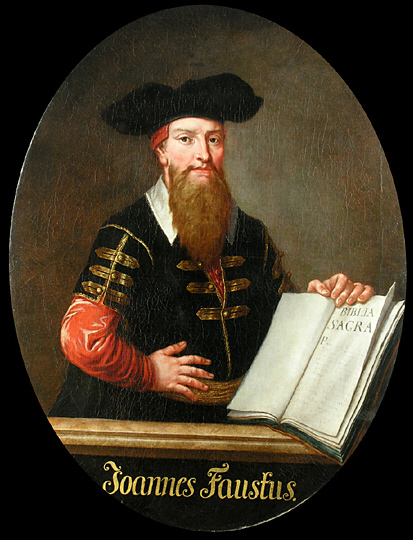
Faust par un peintre anonyme allemand du XVIIe siècle.
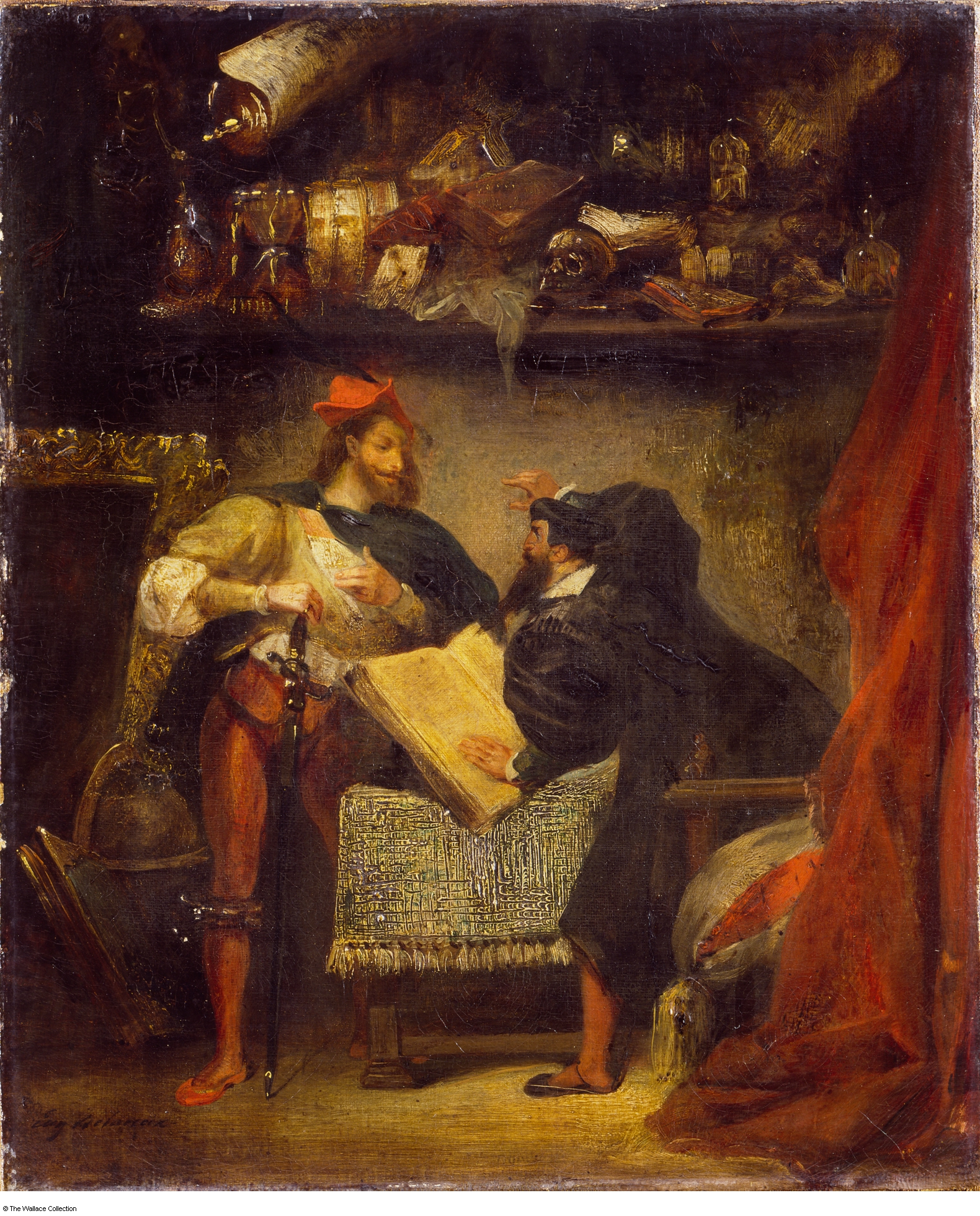
Faust et Méphistophélès Eugène Delacroix, 1827-1828 Wallace Collection, Londres
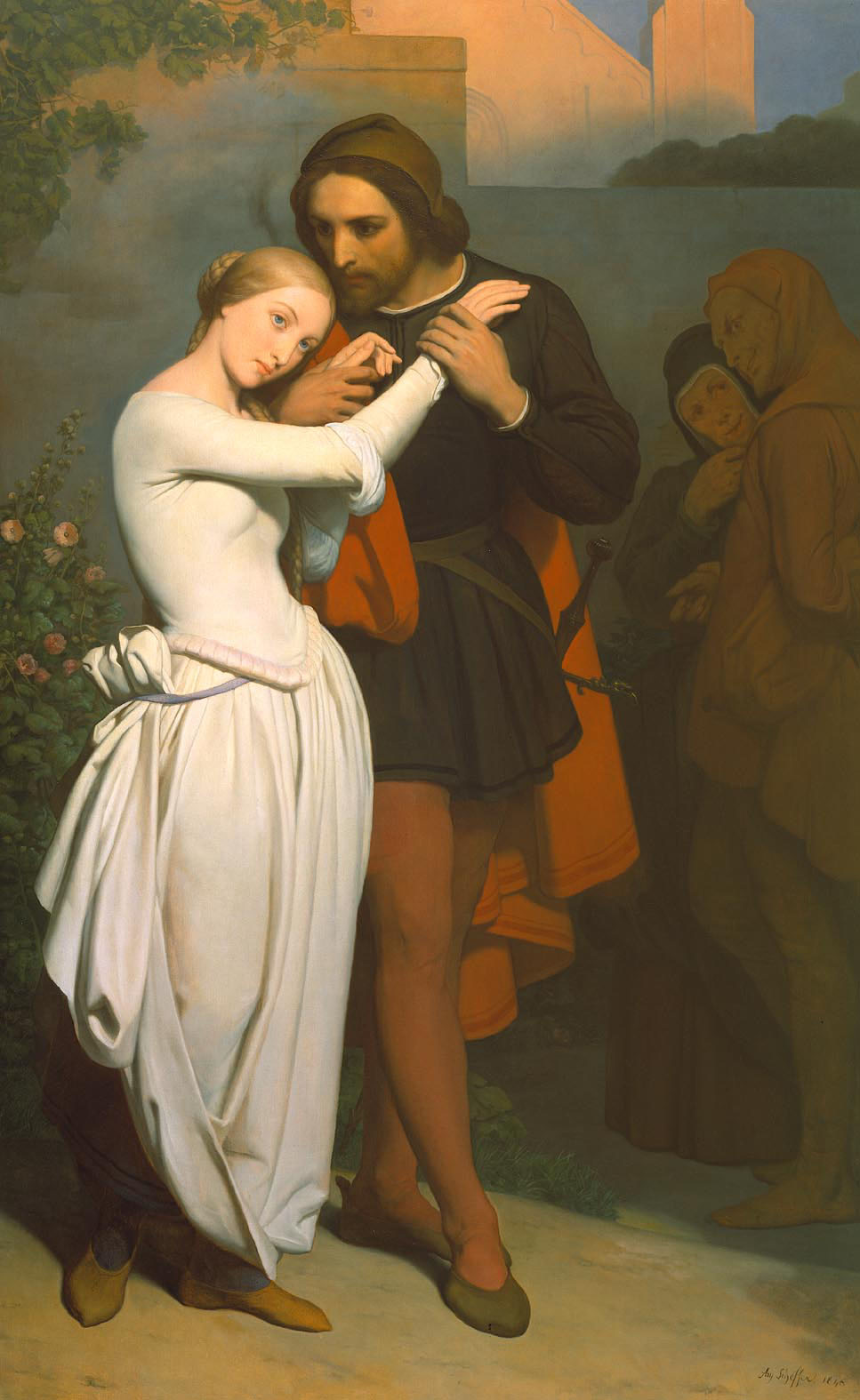
Faust et Marguerite par Ary Scheffer.
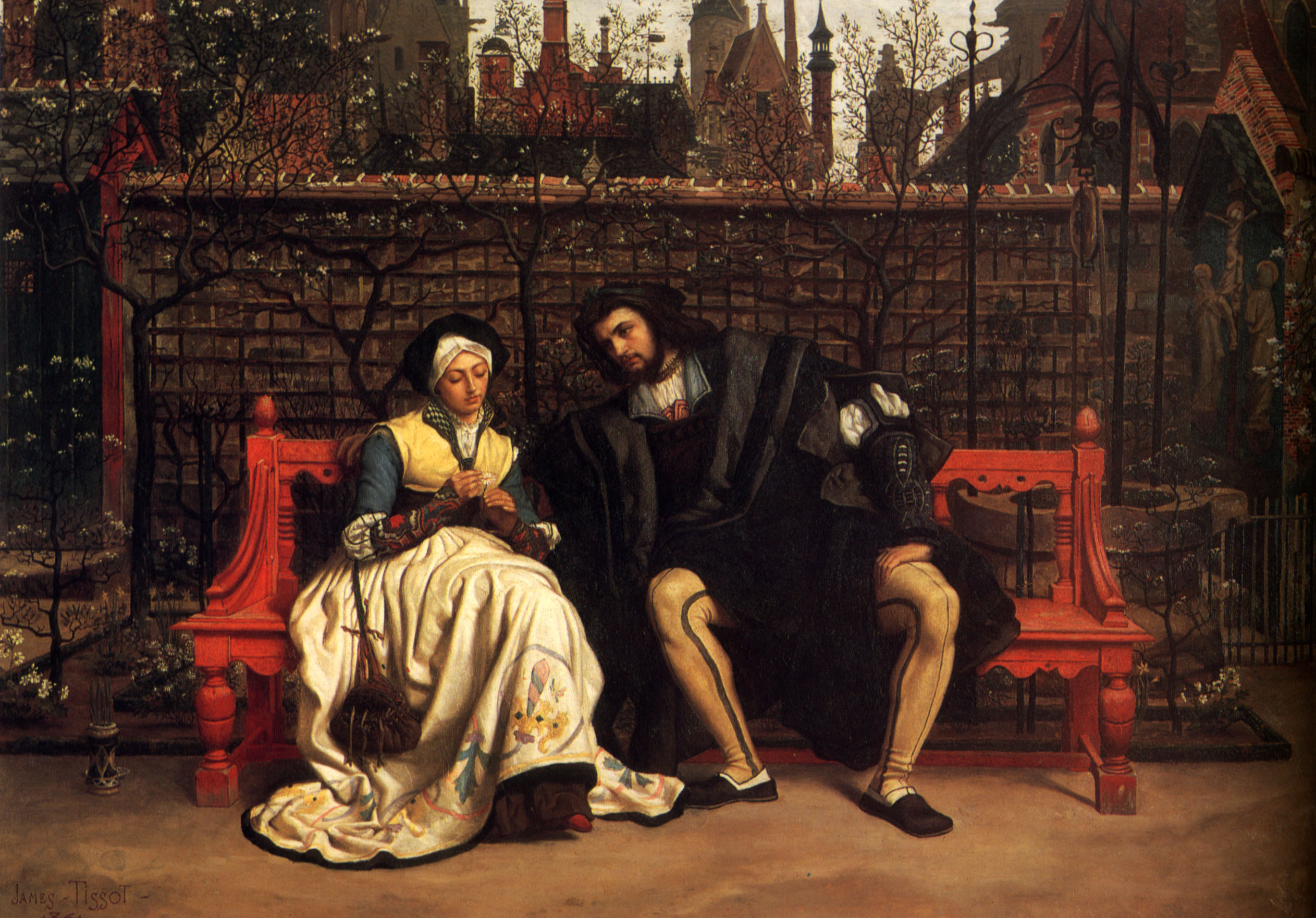
Faust et Marguerite par James Tissot.

Illustrations d'après le mythe de Faust
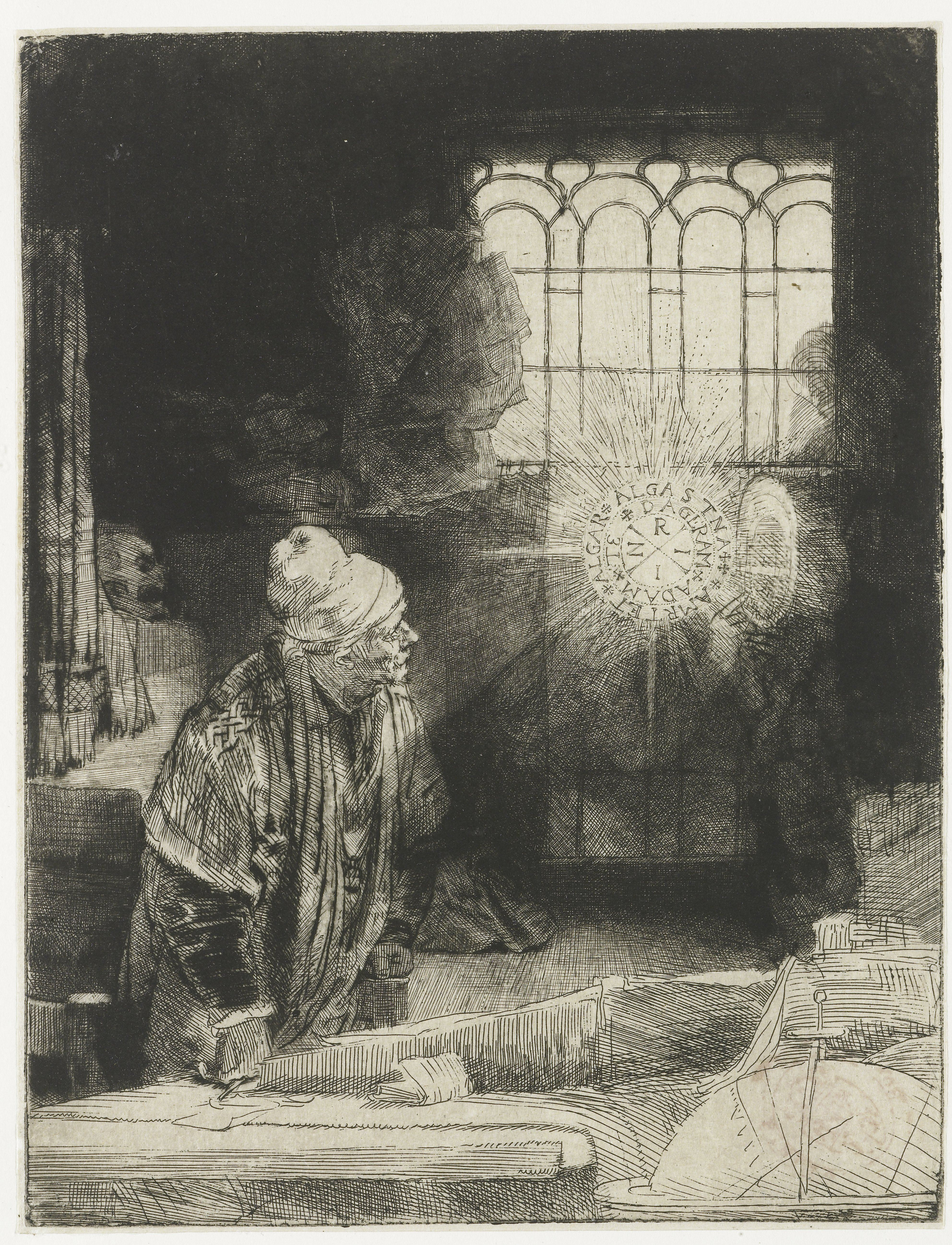
Eau-forte de Rembrandt (1648)
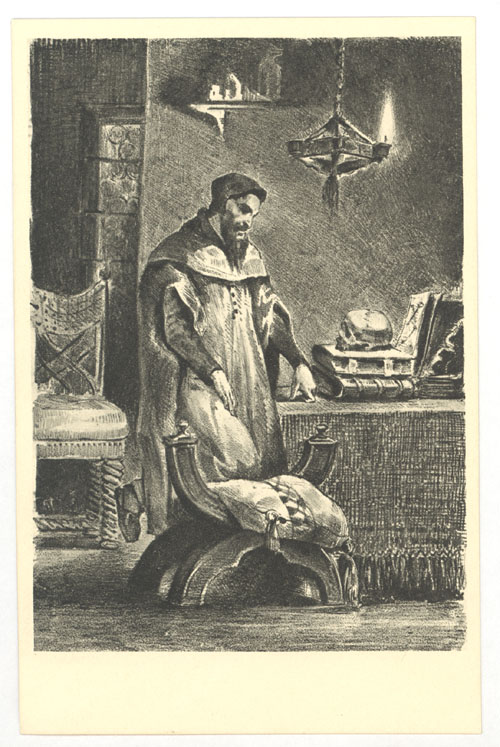
Faust par Eugène Delacroix.
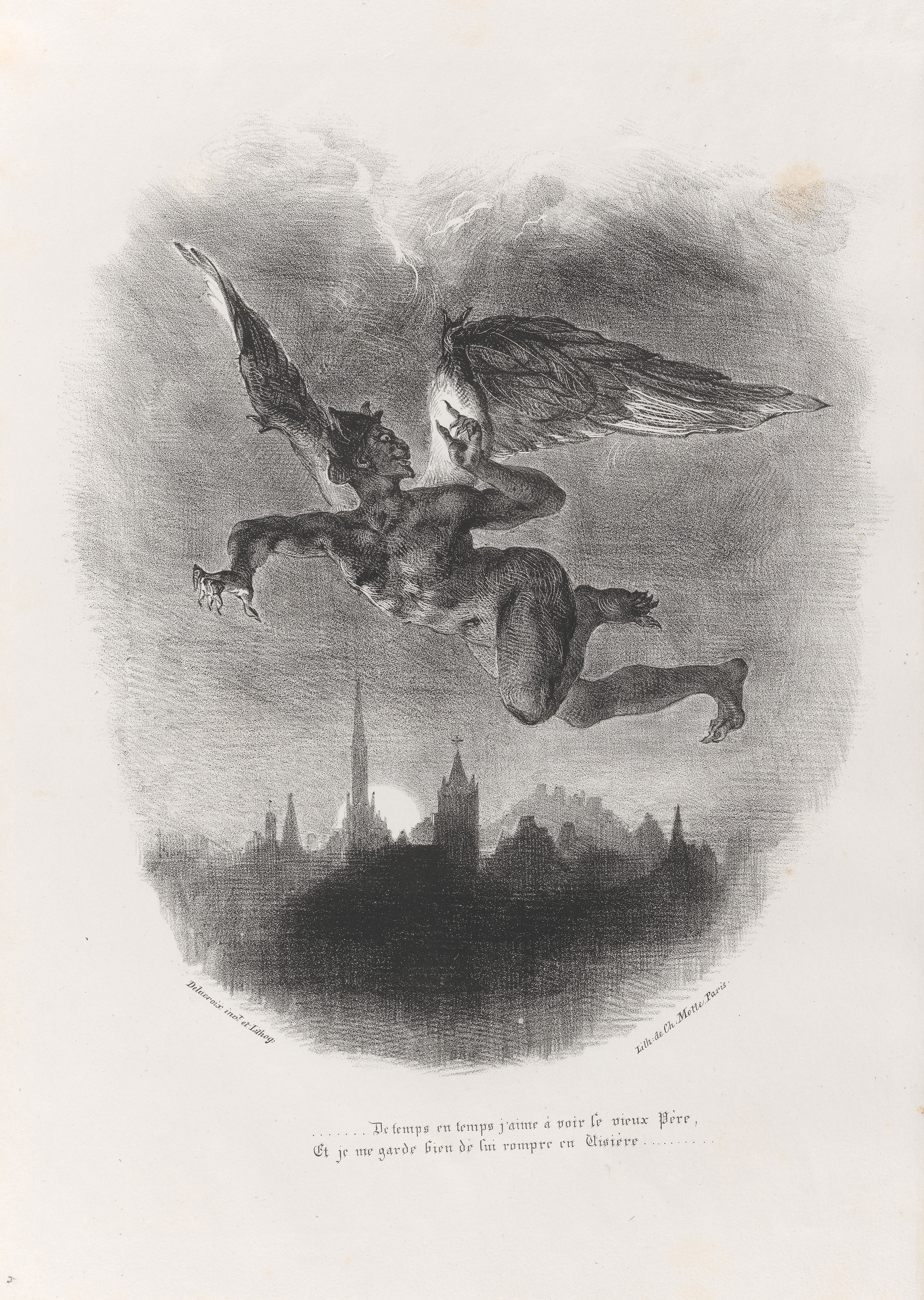
Méphistophélès par Eugène Delacroix.
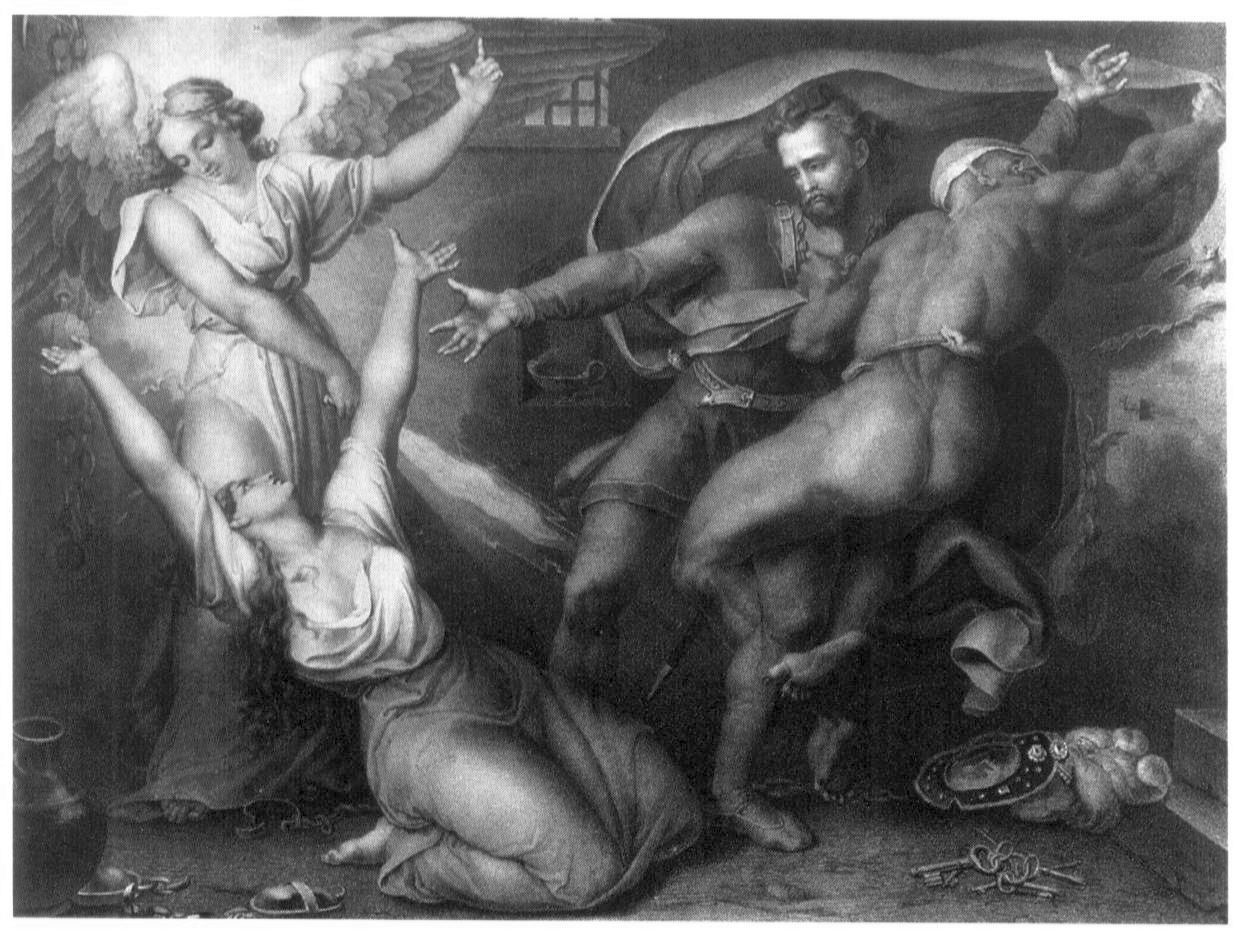
Faust par Wilhelm Hensel.
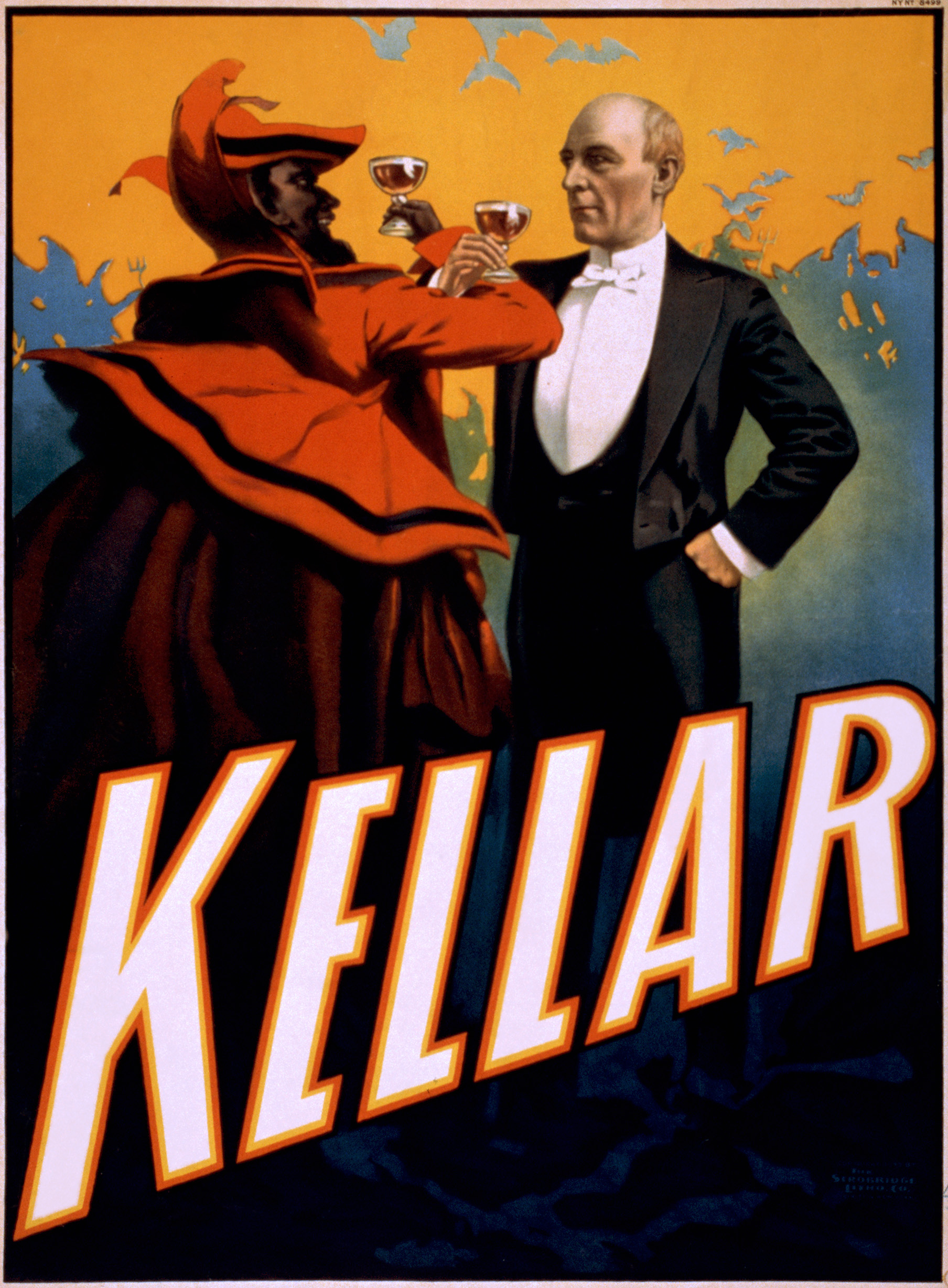
Affiche publicitaire de 1899 inspirée par Faust (ici Harry Kellar) faisant Schmolitz avec le diable.
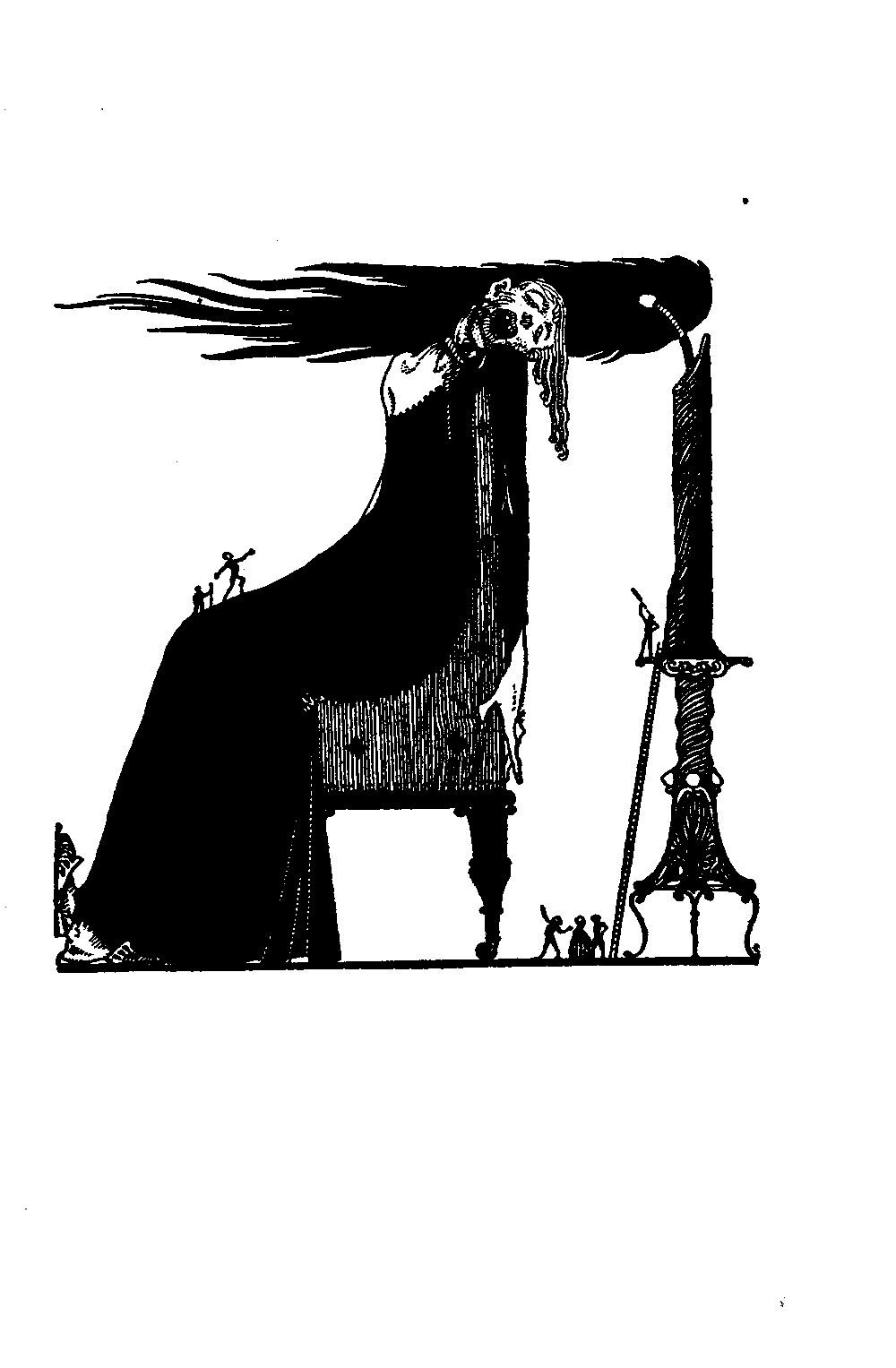
Faust par Harry Clarke.
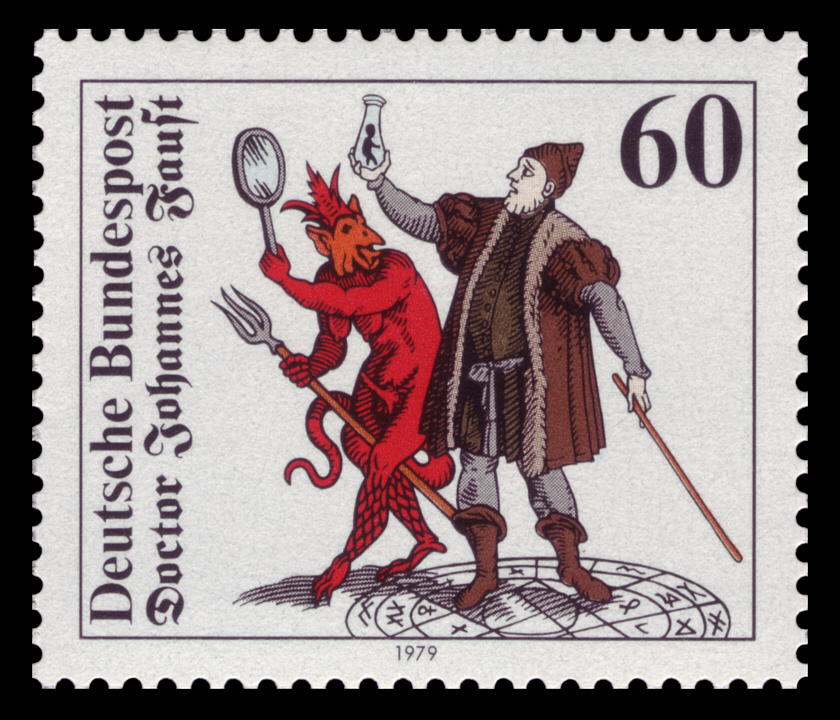
Faust sur un timbre allemand de 1979.